# Эллиптический оператор
Эллиптический оператор — дифференциальный оператор 2-го порядка в частных производных. Является частным случаем гипоэлиптического оператора

## Определение
Дифференциальный оператор {\displaystyle L=\sum _{i=1}^{n}\sum _{j=1}^{n}a_{ij}(\mathbf {x} ){\frac {\partial ^{2}}{\partial x_{i}\partial x_{j}}}+\sum _{k=1}^{n}b_{k}(\mathbf {x} ){\frac {\partial }{\partial x_{k}}}+c} называется эллиптическим оператором, если квадратичная форма {\displaystyle \sum _{i=1}^{n}\sum _{j=1}^{n}a_{ij}(\mathbf {x} )\xi _{i}\xi _{j}} имеет один и тот же знак для всех {\displaystyle \mathbf {x} }.

## Применение эллиптических операторов
Эллиптические операторы применяются для исследования и решения эллиптических уравнений. Любое эллиптическое уравнение можно записать в виде {\displaystyle Lu=f}. Так же свойства операторов используются при построении численных методов для решения уравнений. В некоторых случаях эти результаты обобщаются на параболические и гиперболические уравнения (при дискретизации этих уравнений только по времени получаются эллиптические уравнения для каждого временного слоя).

## Примеры эллиптических операторов
- Оператор Лапласа, записывается в виде {\displaystyle L=\nabla \cdot \nabla }
- Обобщения оператора Лапласа, оператор вида {\displaystyle L=-\nabla \cdot p(\mathbf {x} )\nabla +q(\mathbf {x} )}, где {\displaystyle p(\mathbf {x} )>0,\ q(\mathbf {x} )\geq 0}. Собственные значения такого оператора находятся из задачи Штурма-Лиувилля. На множестве функций {\displaystyle H_{0}(\Omega )=\left\{u\in H(\Omega ),{\Bigl .}u{\Bigr |}_{\partial \Omega }=0\right\}} ({\displaystyle H(\Omega )} пространство Лебега на {\displaystyle \Omega }) данный оператор является самосопряжённым и положительно определённым[2].
- Примером нелинейного эллиптического оператора является оператор {\displaystyle Lu=\sum _{i=1}^{n}{\frac {\partial }{\partial x_{i}}}\left(|\nabla u|{\frac {\partial u}{\partial x_{i}}}\right)}